# Пецо Гудевски
Пецо Стойче Гудевски е югославски партизанин, деец на комунистическата съпротива във Вардарска Македония, а по-късно майор от Югославската народна армия.

## Биография
Роден е през 1920 година в битолското село Лавци. Влиза в комунистическата съпротива през 1943 година. Бил е командир на чета и заместник-командир на батальон. От 22 август до 24 септември 1944 е заместник-командир на седма македонска ударна бригада, а след това е направен неин командир. Между 17 декември 1944 до 1 март 1945 е командир на втора македонска ударна бригада. След Втората световна война е командир на първа бригада на осма македонска дивизия на КНОЮ. През 1956 година се пенсионира с чин майор от ЮНА и резервен полковник. През 1986 година е награден е с орден за заслуги на народа със златна звезда.